# Abu Bakr II.

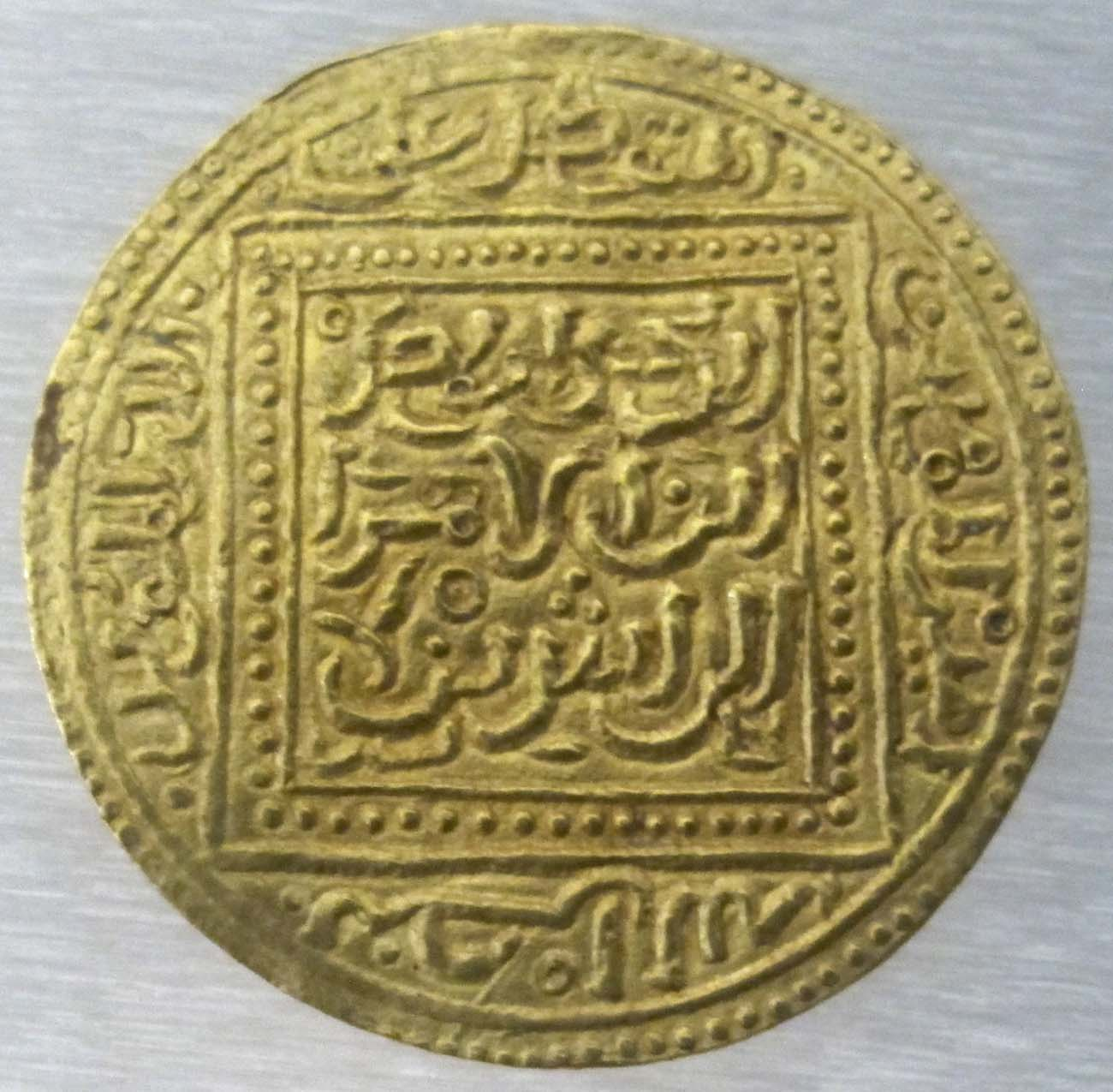
Revers eines unter Abu Bakr geprägten Dinars mit der Feldinschrift: Abū Yaḥyā Abū Bakr / ibn al-ʾumarāʾ / ar-rāšidīn; in den vier Randfeldern stehen die kalifalen Titel al-Mutawakkil ʿalā (oben) / ’llāh al-Muʾaiyad (links) / bi-naṣr Allāh (unten) / Amīr al-Muʾminīn (rechts)

Abu Bakr II. (arabisch أبو يحيى أبو بكر المتوكل, DMG Abū Yaḥyā Abū Bakr al-Mutawakkil; † 1346) war Kalif der Hafsiden in Ifrīqiya (1318–1346).
Abu Bakr II. übernahm 1318 die Herrschaft im Hafsidenreich. Ihm gelang nach längeren Kämpfen mit anderen Thronanwärtern und den Beduinen die Befriedung des Reichs. Auch konnte das Reich wieder vereinigt werden. Unter Abu Bakr II. pflegten die Hafsiden gute Beziehungen zu den Meriniden von Marokko. Als die Abdalwadiden von Tlemcen Angriffe auf Ifrīqiya vorbereiteten, schloss Abu Bakr II. ein Bündnis mit den Meriniden. Mit diesen überrannten die Hafsiden 1334 das Reich der Abdalwadiden im zentralen Maghreb/Algerien. Die Macht des Reiches wurde auch dadurch demonstriert, dass 1335 die Insel Djerba erobert werden konnte, die Aragon seit 1284 besetzt hatte.
Allerdings ging die Einheit des Reiches schon unter seinem Nachfolger Umar II. (1346–1347) wieder verloren. Das durch erneute Machtkämpfe geschwächte Hafsidenreich wurde 1347 von den Meriniden erobert und konnte erst unter Abu l-Abbas Ahmad II. (1370–1394) wieder zu einer bedeutenden Macht im Maghreb aufsteigen.